# Thomasine Stierncrona
Charlotta Thomasine Stierncrona, född 27 oktober 1856 i Eldsberga församling, Hallands län, död 10 oktober 1938 i Oscars församling, Stockholms stad, var en svensk friherrinna och hovfröken.

## Biografi
Thomasine Stierncrona föddes 1856 på Stjärnarp i Eldsberga socken. Hon var dotter till kammarherren David Erik Stierncrona och hovfröken Charlotta Stierneld. Stierncrona blev 7 oktober 1881 hovfröken hos drottning Sofia. Hon tilldelades 18 september 1897 Konung Oscar II:s jubileumsminnestecken och 6 juni 1907 Konung Oscar II:s och Drottning Sofias guldbröllopsminnestecken. Stierncrona blev 1914 tjänstefri och tilldelades 6 juni 1928 Konung Gustaf V:s jubileumsminnestecken. Hon avled 1938 i Stockholm.